# Георги Радулов
Георги Николов Радулов е български публицист, преподавател по автоматизация на минното производство в Минно-геоложкия университет. Той е автор на книги и статии на различна тематика.

## Биография
Роден е през 1942 г. в с. Кремен, област Благоевград. Работи и живее в София.
Автор е на няколко книги, от които три на историческа тематика, написани от позициите на македонизма: „История на Македония (апология на македонизма)“, „Кремен – минало и наследство“ и „Кой фалшифицира историята?“. Пише и статии за вестник „Народна воля“.